# Jacob Schorer
Jacob Anton Schorer (Heinkenszand, 1º marzo 1866 – Harderwijk, 18 agosto 1957) è stato un giurista, attivista per i diritti delle persone omosessuali olandese. È noto soprattutto per essere stato il fondatore della prima organizzazione olandese per l'emancipazione omosessuale, il Nederlandsch Wetenschappelijk Humanitair Komitee (NWHK), con la quale, dal 1912 al 1940, ha lottato contro la discriminazione degli omosessuali, espressa in particolare a livello legale nell'articolo 248-bis del Codice penale olandese.

## Biografia

### Carriera giuridica

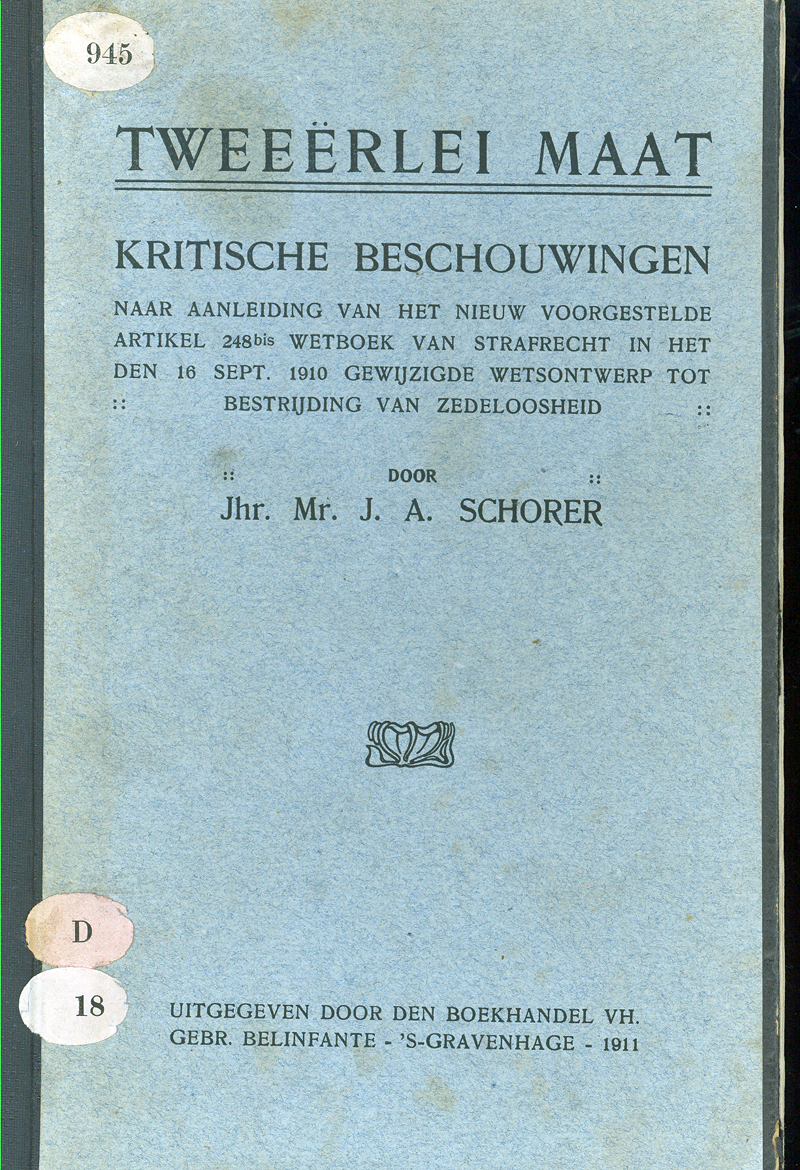
J.A. Schorer: Tweeërlei maat, 's Gravenhage, 1911. Considerazioni critiche sull'articolo 248bis del Codice penale.

Fu membro della nobile famiglia Schorer. Suo padre, Eduard Pieter Schorer (1837-1909), era giurista e infine vicepresidente del tribunale distrettuale di Middelburg. Nel 1893 E.P. Schorer fu nobilitato; da quel momento Jacob portò il titolo di nobiliare di jonkheer. Fu chiamato come la nonna paterna, Jacoba Susanna Rethaan Macaré (1799-1865), appartenente alla famiglia Rethaan Macaré, nobilitata nel 1844.
Studiò giurisprudenza a Leida e ottenne il dottorato il 13 febbraio 1897 con una dissertazione di diritto storico intitolata De geschiedenis der Calamiteuse Polders in Zeeland tot het reglement van 20 januari 1791 (La storia dei polder calamitosi in Zelanda fino al regolamento del 20 gennaio 1791). Nello stesso anno divenne cancelliere presso il tribunale distrettuale di Middelburg, dove nel giugno 1899 fu nominato giudice supplente presso il tribunale di pace. Lavorava anche come avvocato e procuratore. Come il padre, che ricoprì varie cariche pubbliche, anche lui si dedicò a cause sociali: nel 1898 fu cofondatore della sezione zelandese dell'associazione olandese per la protezione degli animali (Nederlandse Vereniging tot Bescherming van Dieren).
Nella primavera del 1903 la sua carriera giuridica si interruppe bruscamente. Fu accusato di avere avuto rapporti sessuali con un ragazzo di meno di sedici anni, ma benché l'inchiesta penale non rilevasse reati, si guadagnò la reputazione di uomo "dalle tendenze molto immorali". Schorer fuggì dapprima a Vorden (Gheldria), si dimise con onore e si trasferì a Berlino.

### Berlino e L'Aia

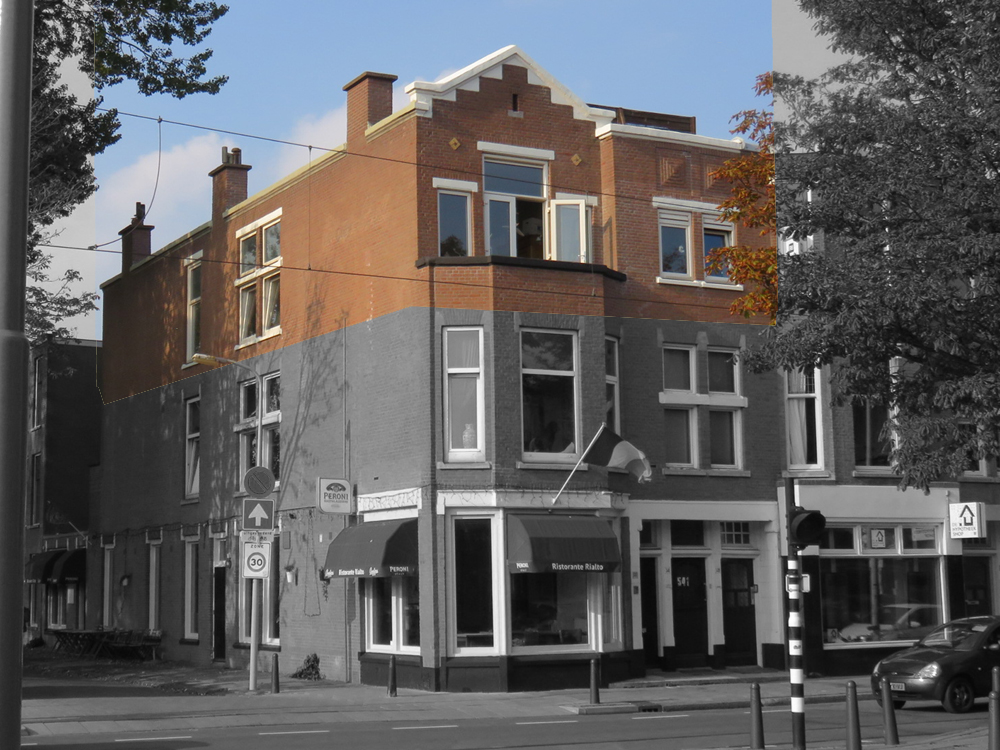
Casa e ufficio del nobile Jacob Schorer in Laan van Meerdervoort 539 a L'Aia

A Berlino lavorò, tra le altre cose, come agente della compagnia assicurativa Teutonia. Studiò sessuologia con Magnus Hirschfeld e divenne uno dei suoi collaboratori nel Wissenschaftlich-humanitäre Komitee (WhK), fondato nel 1897 per lottare per i diritti delle persone omosessuali. Schorer aiutò Hirschfeld nella sua ricerca sulla presenza dell'omosessualità tra i vari gruppi etnici e adottò la sua teoria del Sexuelle Zwischenstufe (stadio sessuale intermedio), secondo cui l'orientamento sessuale ha natura innata.
Dopo la morte del padre nel 1909, Schorer tornò nei Paesi Bassi nel 1910. Si stabilì a L'Aia con la madre e inizialmente visse con una rendita annuale. Dopo la morte della madre nel 1916 si trasferì in un appartamento in Laan van Meerdervoort 491 (oggi 539), che divenne anche la sede del NWHK. Viveva grazie a investimenti, ma per il suo lavoro di emancipazione mancavano costantemente fondi.
Nel 1923 conobbe il suo grande amore, lo studente tedesco sedicenne Helmut Imhoff, che venne a vivere con lui come "figlio adottivo" — un tipo di rapporto all'epoca comune tra uomini omosessuali influenti. Imhoff lasciò Schorer nel 1933, si sposò e ebbe un figlio. Rimasero amici. Imhoff aderì al partito nazista e morì sul fronte orientale.

### Art. 248-bis e il NWHK
Nel 1911, durante il governo Kabinet-Heemskerk, il ministro della giustizia Edmond Regout introdusse l'articolo 248-bis del codice penale, che discriminava gli omosessuali. Jacob Schorer si impegnò con grande energia per contrastarlo. Nel 1912 fondò una sezione olandese del WhK, che dal 1919 si chiamò Nederlandsch Wetenschappelijk Humanitair Komitee (NWHK). Ottenne l'appoggio di pochi alleati, come Arnold Aletrino, Lucien von Römer e M.J.J. Exler. Per il resto della sua vita lottò contro l'ingiustizia nella legislazione penale olandese, contro i ricatti derivanti da tale articolo (che causarono innumerevoli vittime), e contro la diffusa incomprensione e i pregiudizi verso l'omosessualità.
Scriveva da solo tutta la corrispondenza e i rapporti annuali, distribuiti gratuitamente in decine di migliaia di copie. Costruì una vasta biblioteca, a disposizione di studiosi e interessati. Fu un networker ante litteram, cercando sempre di mettere in contatto persone omosessuali e dialogare con figure influenti per convincerle che l'omosessualità non era né una malattia né un crimine. Il suo titolo nobiliare di “jonkheer” gli aprì porte che ad altri sarebbero rimaste chiuse. Riuscì, ad esempio, a far votare contro l'articolo 248-bis al politico Dirk Jan de Geer, e chiese personalmente udienza al segretario generale del ministero della giustizia (suo ex compagno di studi a Leida) per fermare la persecuzione di omosessuali durante lo "scandalo morale dell'Aia" del 1920.

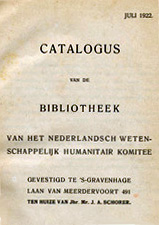
Catalogo della biblioteca del NWHK di luglio 1922

Dopo l'invasione tedesca dei Paesi Bassi nel 1940, sciolse immediatamente il NWHK e, con Han Stijkel e Henri François, distrusse l'archivio e l'elenco dei membri. Giustamente, perché il 15 maggio 1940 i tedeschi perquisirono il suo appartamento in Laan van Meerdervoort 539. La sua vasta biblioteca (1885 opere, inclusi 40 periodici) fu confiscata e mai più ritrovata. Le proteste alle autorità tedesche rimasero inascoltate, e dopo la guerra lo Stato olandese respinse la sua richiesta di risarcimento. Solo il catalogo fu conservato; grazie a esso, IHLIA LGBT heritage è riuscita a recupereare 1440 dei 1890 volumi che componevano la collezione. Nella lunga fase precedente alla guerra, Schorer ha spianato la strada, a viso aperto e senza usare uno pseudonimo, affinché nel 1946 l'emancipazione omosessuale nei Paesi Bassi potesse proseguire.

### Anni del dopoguerra
Nel 1943, quando i tedeschi evacuarono il quartiere dell'Aia dove viveva, si trasferì con la sorella a Harderwijk. Da lì, nel 1946, si rivolse di nuovo al pubblico con la pubblicazione Gelijkheid van recht, ook hier! (Uguaglianza di diritto, anche qui!), ma ricevette poca attenzione. Il NWHK fu sostituito nel 1946 dalla Shakespeare Club, che dal 1948 divenne il Cultuur en Ontspannings Centrum (COC). Il COC lo nominò membro onorario nel 1947, ma lui non fu molto entusiasta, soprattutto perché l'organizzazione mescolava attivismo politico e culturale con attività ricreative.
A Harderwijk visse in affitto, ma ebbe più volte conflitti con la locatrice, dovendo trasferirsi. L'ultima padrona di casa si prese cura di lui fino alla fine. Negli ultimi anni visse isolato, anche a causa della sordità. Era inoltre seguace della Scienza Cristiana e quindi non si curò quando si ammalò di tumore al collo, cosa che suscitò ostilità nel suo ambiente e aumentò il suo isolamento. Tuttavia, mantenne rapporti con alcuni ragazzi a Harderwijk, verso i quali dispose dei lasciti per permettere loro di studiare. Morì il 18 agosto 1957, all'età di 91 anni.

## Riconoscimenti
Il 7 settembre 1967, in occasione del decimo anniversario della sua morte, fu fondata la Schorerstichting, centro di consulenza per la salute psichica e fisica degli omosessuali. La fondazione aveva anche una casa editrice, Schorer Boeken, che pubblicò numerosi libri sull'omosessualità.
La citta di Dordrecht gli intitolò una pista ciclabile: il Jacob Schorerpad che fu inaugurato il 29 dicembre 1984 su iniziativa di Hans van Amstel del COC locale. Altre strade a lui intitolate si trovano a Groningen e L'Aia.
Nel marzo 2007, Schorer Boeken pubblicò una dettagliata biografia di Jacob Schorer, scritta da Theo van der Meer. La prima copia fu consegnata alla presidente della Tweede Kamer (la camera dei rappresentanti), Gerdi Verbeet, esattamente ottant'anni dopo che il suo predecessore, il liberale Dirk Fock, aveva rifiutato una donazione di libri sull'omosessualità inviata da Schorer, allora presidente della sezione olandese del Wissenschaftlich-humanitäre Komitee (WhK).